# Danthonia cirrata
Danthonia cirrata är en gräsart som beskrevs av Eduard Hackel och José Arechavaleta. Danthonia cirrata ingår i släktet knägrässläktet, och familjen gräs. Inga underarter finns listade i Catalogue of Life.